# Luz Negra (álbum)
Luz Negra é o segundo álbum solo da cantora e compositora amapaense Fernanda Takai. O CD é um registro ao vivo  da turnê do disco Onde Brilhem os Olhos Seus. Seu lançamento ocorreu em 11 de agosto de 2009.

## Faixas
1. "Luz Negra" (Nelson Cavaquinho, Irani Barros)
2. "Diz que Fui por Aí" (Zé Keti, Hortêncio Rocha)
3. "There Must Be an Angel" (Eurythmics)
4. "Com Açúcar, Com Afeto" (Chico Buarque)
5. "Insensatez" (Tom Jobim, Vinícius de Moraes)
6. "Kobune (O Barquinho)" (Ryosuke Itoh, Roberto Menescal, Ronaldo Bôscoli)
7. "Você Já Me Esqueceu" (Fred Jorge, interpretação original de Roberto Carlos)
8. "Odeon" (Ernesto Nazareth, Hubaldo, V. Moraes)
9. "Ordinary World" (Duran Duran)
10. "Debaixo dos Caracóis dos Seus Cabelos" (R. Carlos, Erasmo Carlos)
11. "5 Discos" (Fernanda Takai, John Ulhoa)
12. "Ben" (Michael Jackson)
13. "Trevo de Quatro Folhas" (Nilo Sérgio, Mort Dixon, H. Woods)
14. "Sinhá Pureza" (Pinduca)